# Distretto di Yeonje
Yeonje (Hangŭl: 연제구; Hanja: 蓮堤區) è un distretto di Busan. Ha una superficie di 12,08 km² e una popolazione di 218.080 abitanti al 2005.